# Magic City (club)
El Magic City es un club de estriptis ubicado en Atlanta (Georgia) fundado en 1985 y propiedad de Michael "Magic" Barney. En 2010 contaba con más de 150 bailarinas.

## Vínculos con el hip hop y el rap
Descrito por Dan Gartland de Sports Illustrated como un "legendario club de striptease que debería ser familiar para cualquiera que sepa algo de música rap", Magic City tiene vínculos bien documentados con la escena del trap y el hip hop. Fue parcialmente responsable del lanzamiento de las carreras de Future y Migos. El DJ Esco trabajó en Magic City, así como DC the Brain Supreme de Tag Team, este último cuando lanzó el éxito Whoomp! (There It Is).

## En la cultura popular
Varias canciones de rap y hip-hop mencionan Magic City, entre ellas Strip Club de 2 Live Crew, Magic City Monday de Jeezy y Magic de Future. La referencia a Monday se debe a que Magic City es "supuestamente el Santo Grial de los clubs de striptease de Atlanta los lunes por la noche". En julio de 2015, GQ estrenó un documental sobre el club de striptease, dirigido por Lauren Greenfield.

## Visitantes y eventos notables
Además de por artistas de hip hop y rap, el club ha sido visitado por 2Pac y The Notorious B.I.G., y Michael Jordan. En noviembre de 2018, Magic City fue remodelado temporalmente como "Future City" para celebrar el trigésimo quinto cumpleaños de Future, y fue visitado por él, Drake, Lil Yachty, Jacquees, Pastor Troy y otros. Drake supuestamente hizo que un camión blindado entregara 100 000 dólares en efectivo al club de estriptis. En diciembre de 2018, los jugadores del Atlanta United F. C. celebraron su victoria en la MLS Cup en Magic City.
El menú de comida de Magic City incluye alitas de pollo "Louwill Lemon Pepper BBQ", llamadas así en honor al jugador de baloncesto profesional Lou Williams, que jugó en los Atlanta Hawks (2012-2014). Durante la pandemia de coronavirus en 2020, se encontraba en una ausencia aprobada de la burbuja de la NBA para asistir al funeral de un amigo de la familia en Atlanta. Después, visitó Magic City, donde el rapero Jack Harlow publicó una foto en Instagram de él y Williams en el club. Williams, que dijo que estaba en el club para comer, fue obligado por la NBA a someterse a una cuarentena de 10 días antes de volver a entrar en la burbuja.